# Działko GIAT 30
GIAT 30 – seria lotniczych, automatycznych działek rewolwerowych zaprojektowanych w celu zastąpienia starszej konstrukcji DEFA 550 będącej do tej pory podstawowym uzbrojeniem strzeleckim francuskich samolotów bojowych.
GIAT 30 został wprowadzony do uzbrojenia pod koniec lat 80. i w odróżnieniu od poprzedniej konstrukcji jest napędzany elektrycznie i inicjowanie amunicji odbywa się również elektrycznie. Zastosowanie mechanizmów elektrycznych pozwoliło na znaczne zwiększenie szybkostrzelności w porównaniu do przeładowywanego energią gazów prochowych działka DEFA przyczyniając się również do wzrostu niezawodności.
Działko GIAT 30 jest produkowane w dwóch wersjach:
GIAT 30 M781 – skonstruowane jako uzbrojenie śmigłowców i oferowane w wielu odmianach, jako broń zabudowana na stałe, w wieżyczkach strzeleckich i zasobnikach podwieszanych. Długość broni wynosi 1870 mm, a masa 65 kg. Wersja ta może być zasilana tą samą amunicją, co działko DEFA o masie pocisku od 244 gramów dla amunicji burząco-zapalającej do 270 gramów dla amunicji przeciwpancernej burząco-zapalającej. Typowa prędkość wylotowa pocisku to 1025 m/s przy szybkostrzelności 750 strzałów na minutę. Ze względu na bardzo duży odrzut zazwyczaj z działka tego prowadzi się ogień pojedynczy lub bardzo krótkimi seriami. Działko GIAT 30 M781 znajduje się na uzbrojeniu śmigłowców Eurocopter Tiger, oraz jako część morskiego systemu zdalnie sterowanych lekkich działek NARWHAL (NAval Remote Weapon High Accurate and Light).
GIAT 30 M791 – skonstruowane jako uzbrojenie pokładowe myśliwców, głównie Dassault Rafale. Wersja ta posiada przełącznik szybkostrzelności na 300, 600, 1500 lub 2500 strzałów na minutę i możliwość strzelania krótkimi seriami trwającymi 0,5 lub 1 sekundę. M791 jest zasilane nowym typem amunicji 30 × 150 mm różnych typów.